# Plastoglobuli

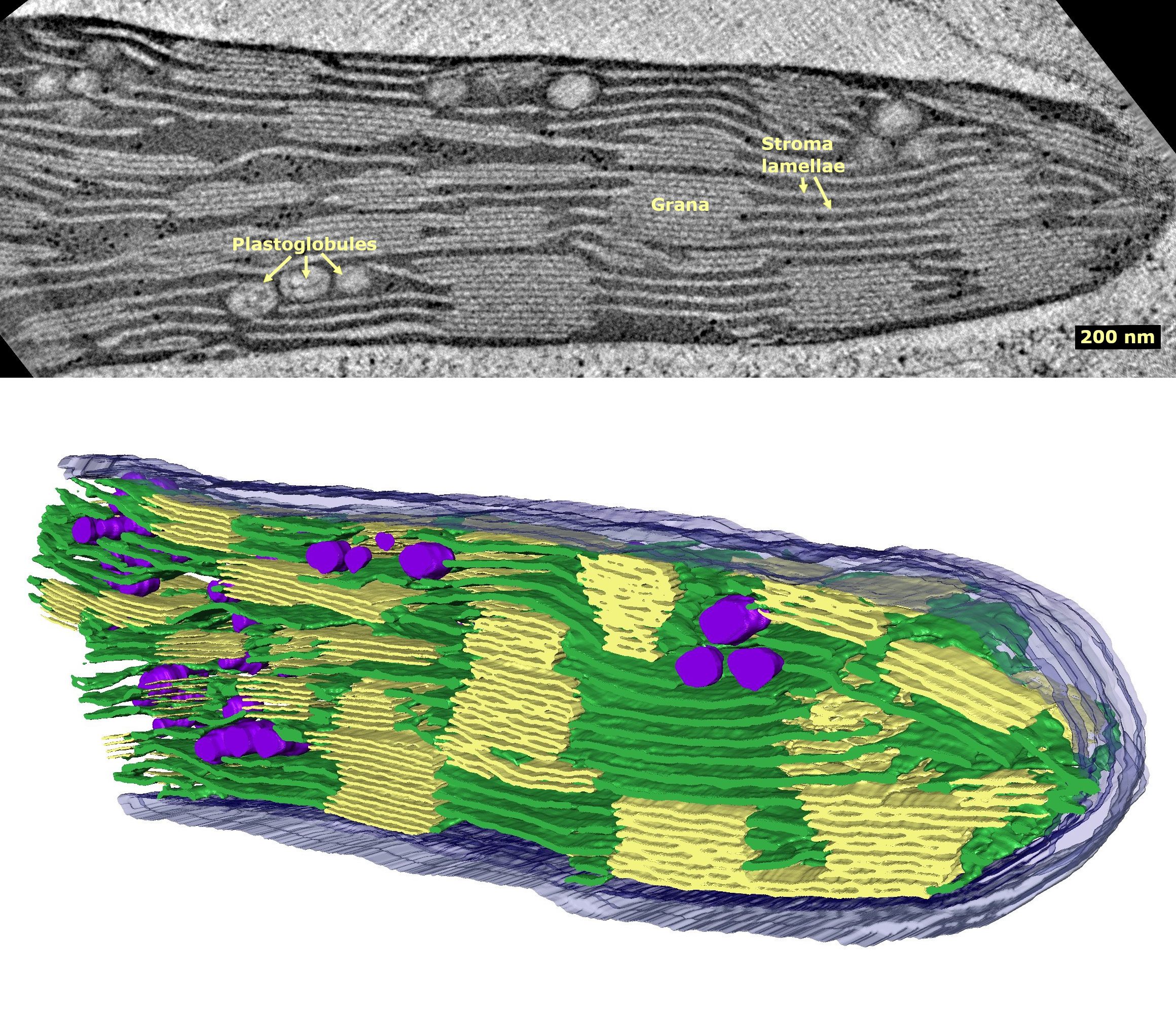
Sezione al SEM di un cloroplasto di lattuga. Le inclusioni rotonde (in viola) associate ai tilacoidi sono plastoglobuli. scala = 200 nm

Con il termine plastoglobuli si identificano delle strutture formate da lipidi e proteine presenti nei cloroplasti delle alghe verdi e delle piante terrestri. 
Sono formati da un monostrato di fosfolipidi di membrana, costellata di oltre 30 diverse proteine, che circonda un nucleo di lipidi neutri.
I plastoglobuli sono stati scoperti negli anni 60 del 1900 al microscopio elettronico per le loro proprietà altamente osmiofile dovute alla presenza di lipidi insaturi. 
I plastoglobuli si formano dalla membrana dei tilacoidi e di solito una volta formati rimangono connessi alla membrana tilacoidale. Una delle loro funzioni infatti è di mantenere la corretta conformazione dei tilacoidi.
Non sono solo implicati solo nell'immagazzinamento di molecole lipidiche neutre, ma contribuiscono attivamente alla loro sintesi.
Fungono da sito di accumulo dei tocoferoli.
Intervengono inoltre in vie biosintetiche correlate alla risposta agli stress. Servono a fornire e mantenere i lipidi neutri necessari per il rimodellamento in risposta a cambiamenti ambientali o di sviluppo della pianta.
Si pensa che essi siano frutto di processi degenerativi dato che il loro numero aumenta con l'invecchiamento cellulare. 
Sono importanti nei processi di differenziamento dei plastidi e di trasformazione da ezioplasto a cloroplasto e da cloroplasto a cromoplasto.
Nei cloroplasti così come nei cromoplasti, il plastoglobulo partecipa al metabolismo dei carotenoidi. 
Durante la conversione da cloroplasto a cromoplasto in peperone rosso, i tilacoidi e la clorofilla scompaiono mentre il plastoglobulo si ingrandisce fortemente. Nei cromoplasti, il plastoglobulo può trasformarsi in strutture globulari o fibrillari riempite di carotenoidi.